# بنجامين غرانت
بنجامين غرانت (بالإنجليزية: Benjamin Grant)‏ هو عداء سريع سيراليوني، ولد في 15 أبريل 1970.

## وصلات خارجية
- بنجامين غرانت على موقع الاتحاد الدولي لألعاب القوى (الإنجليزية)
- بنجامين غرانت على موقع أوليمبيديا (الإنجليزية)